# フィルイン
フィルイン（Fill-In、「埋める」の意）とは、主にドラムセット（広義ではギターやピアノ等の伴奏も含まれる）における演奏技法である。
一定のパターン演奏を繰り返す中でパターンの最後、もしくは楽曲の繋ぎ目の1～2小節で即興的な演奏を入れ、変化をつけることを指し、楽曲のスパイス的な意味合いから日本ではオカズと呼ばれる。「演奏者がアドリブで数拍～数小節演奏すること」と説明する書籍もある。
フィルインは作曲者、編曲者が完全に記譜する一方でポピュラー音楽などでは奏者のセンスに一任された即興演奏も行われる。概ね、4小節目や8小節目の最後に入れられていることが多いが、特別な決まりはない。 フィルインは通常すべてを演奏者が演奏をするが、電子楽器では内臓のリズムパターンに連動したフィルインをボタン操作でタイミングよく鳴らす機能もある。
フィルインの役割は主に伴奏にアクセントをつけることで楽曲を盛り上げることにあり、特にAメロやサビに移行する直前にはインパクトのあるフィルインが用いられることが多い。